# Martelé
Martelé, martellato – sposób smyczkowania w grze na instrumencie smyczkowym, który polega na silniejszym ataku na początku dźwięku i następnie zelżeniu pociągnięcia smyczkiem. Sposób zapisu: znak >.